# Jarosław Stypa
Jarosław S. Stypa (ur. 1958, zm. 30 stycznia 2003) – polski urzędnik państwowy, w styczniu 2003 podsekretarz stanu w Ministerstwie Finansów.

## Życiorys
Od 1992 pracował w Ministerstwie Finansów, gdzie w 1995 roku objął kierownictwo nad Departamentem Międzynarodowej Integracji Gospodarczej. Uczestniczył w negocjacjach warunków wejścia Polski do OECD i w sprawie liberalizacji handlu usługami finansowymi w ramach GATT/WTO. Brał również udział w negocjacjach z Unią Europejską, przygotowując stanowiska negocjacyjne w obszarach swobodnego przepływu kapitału oraz budżetu i finansów. 17 stycznia 2003 powołany na stanowisko podsekretarza stanu w Ministerstwie Finansów, odpowiedzialnego za integrację europejską. Zmarł 30 stycznia tego samego roku.